# Trilacuna mahanadi
Espèce
Trilacuna mahanadi est une espèce d'araignées aranéomorphes de la famille des Oonopidae.

## Distribution
Cette espèce est endémique du Bengale-Occidental en Inde,. Elle se rencontre dans le district de Darjeeling vers Mahanadi.

## Description
Le mâle holotype mesure 1,38 mm et la femelle paratype 1,44 mm.

## Systématique et taxinomie
Cette espèce a été décrite par Grismado et Piacentini en 2014.

## Étymologie
Son nom d'espèce lui a été donné en référence au lieu de sa découverte, Mahanadi.

## Publication originale
- Grismado, Deeleman-Reinhold, Piacentini, Izquierdo & Ramírez, 2014 : « Taxonomic review of the goblin spiders of the genus Dysderoides Fage and their Himalayan relatives of the genera Trilacuna Tong and Li and Himalayana, new genus (Araneae, Oonopidae). » Bulletin of the American Museum of Natural History, no 387, p. 1-108.